# Historia Salonitana
Historia Salonitanorum atque Spalatinorum pontificum ou l'Histoire des évêques de Salone et Split (croate : Povijest biskupa Salone i Splita), communément appelée simplement l'Historia Salonitana, est une chronique rédigée par Thomas l'Archidiacre (en) au XIIIe siècle qui contient des informations significatives sur l'histoire ancienne des Croates.
Elle est publiée pour la première fois par Johannes Lucius (en). Une version étendue de cette œuvre, connue sous le nom d' Historia Salonitana maior, est publiée au XVIe siècle  et des éditions critiques des deux ont été rééditées par Nada Klaić (Belgrade : Naucno delo, 1967).
La chronique relate l'arrivée des Croates :
Sept ou huit clans tribaux arrivèrent des territoires polonais appelés Lingonie, sous le commandement de Totilo. Lorsqu'ils virent que la terre croate serait propice à l'habitation parce qu'il y avait peu de colonies romaines, ils cherchèrent et obtinrent pour leur duc...Le peuple appelé Croates...Beaucoup les appellent Goths, et de même Slaves, selon le nom particulier de ceux qui sont arrivés de Pologne et de Bohême.
Ce récit peut être considéré comme plus proche de celui que l'on trouve dans le De Administrando Imperio que de la Chronique du prêtre de Dioclée.
La chronique indique qu'à l'époque de l'empereur byzantin Héraclius et du pape Jean IV, certains Croates avaient été convertis au christianisme. Ces deux hommes sont morts au milieu du VIIe siècle, ce qui permet d'estimer l'arrivée effective des Croates dans l'Adriatique au début du siècle.
Elle fournit des informations détaillées sur les rois croates Demetrius Zvonimir et Peter Krešimir IV.